# Ionel Băjescu-Oardă
Ionel Băjescu-Oardă (7 ianuarie 1889, București – 10 septembrie 1979, București) a fost un compozitor, scriitor, actor în trupele lirico-dramatice din diferite orașe ale țării, cântăreț român. A fost inițiatorul romanței autohtone, lansând în 1905 celebra romanță „Flori de nufăr” (Mândra mea de altădată). A imprimat discuri de muzică ușoară și cuplete la diferite case de discuri.

## Biografie
S-a născut la 7 ianuarie 1889 în București. Urmează primele două clase la Gimnaziul Real din Tecuci. Își continuă studiile Facultatea de Drept din București, apoi Conservatorul de Artă Dramatică. 
În 1938 a editat volumul „Amintiri. Cutreierând trei continente” și „Louvain” (Belgia). În 1969 publică vol. „Di Granda” 50 de ani de teatru, 70 de ani de cântec în care își rememorează cu destul umor viața îndeosebi anii copilăriei și ai adolescenței petrecuți la Tecuci. 
Aici s-a căsătorit fără știrea părinților la vârsta de 19 ani cu o tecuceancă „de o frumusețe răpitoare”. Viitoarea soacră nu s-a împotrivit mariajului, când a aflat că el este compozitorul unor romanțe deja folclorizate: „Flori de nufăr”, „Mi-e dor”, „Frumoasa mea cu ochii verzi”. Pe textul „Poema ochilor” al lui Cincinat Pavelescu, Oardă a compus o romanță nemuritoare. 
Se stinge din viață la 10 septembrie 1979, tot în București.